# Незабудка ветвистая
Незабудка ветвистая, или Незабудка холмовая (лат. Myosotis ramosissima) — вид растений, относящихся к роду Незабудка семейства Бурачниковые. В издании «Флора СССР» под названием Незабудка холмовая фигурирует Myosotis collina, по современной классификации являющийся синонимом вида Незабудка разноцветная (лат. Myosotis discolor).

## Название
Научное ботаническое название рода Myosotis (myosōta и myosōtis, idis, от др.-греч. μύς — мышь и др.-греч. ούς, ωτός — ухо), «мышиное ухо», дано по форме и опушенности разворачивающихся из почки листьев ряда видов.
Русскоязычное родовое название незабудка считается переводом-калькой с нем. Vergissmeinnicht. В толковых словарях встречается с конца XVIII века в форме «незабудочка» или «незабудь меня», в 1847 впервые зафиксирована форма «незабудка». У Даля растение упоминается под народными названиями измодень, волосовая, горлянка.
Видовое название ramosissima со значением «разветвлённейшая» является производным от корня лат. ramosus — «ветвистый, разветвленный» и cуффикса лат. -issimus, образующего превосходную степень прилагательных. Русскоязычный вариант ветвистая является приблизительным смысловым переводом латинского с утерей значения превосходной степени в оригинале.

## Ботаническое описание[11][12]

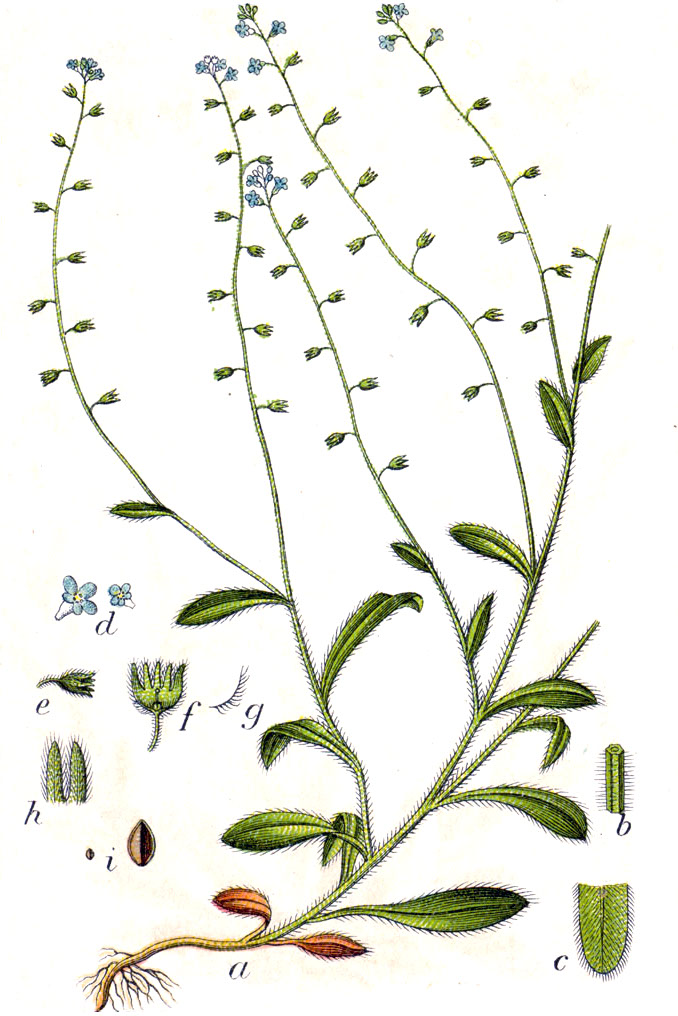
Незабудка ветвистая.

Незабудка ветвистая очень близка по характеристикам к виду Незабудка полевая, от которой отличается меньшими размерами, рыхлыми кистями, открытой при плодах чашечкой и цветоножками, равными по длине чашечке.
Однолетнее или реже двулетнее травянистое растение, 8-30(40) см высотой.
Стебель опушенный, тонкий, довольно крепкий и ветвистый.
Листья ланцетные, 2-5 см длиной и до 1 см шириной, нижние часто собраны в розетку, лопатчатые, постепенно сужающиеся в черешок, верхние — сидячие, густоопушенные полуприжатыми волосками, от чего приобретают серый цвет.
Цветки мелкие, собраны в безлистное соцветие — рыхлую кисть. Цветоножки по длине равны чашечке, опушенные, горизонтальные или дуговидные. Чашечка пятизубчатая, густо опушенная, при плодах открытая до 4 мм длиной. Венчик голубой или темно-голубой, 2-4 мм в диаметре, с вогнутым или почти плоским отгибом и трубкой, не превышающей по длине зубцы чашечки. Цветение в средней полосе России с мая по сентябрь.
Орешки продолговато-треугольные, черные или коричнево-черные, до 2 мм длиной. Киль отсутствует.
Хромосомное число 2n=48.

## Распространение и экология
Мировой ареал охватывает Скандинавию, Центральную и Атлантическую Европу, Средиземноморье, Иран, северную Африку. В России вид распространен во всех областях чернозёмной полосы (реже в более северных). Растение включено в ботанический атлас растений Ленинградской области.
Незабудка ветвистая встречается в сухих лесах, на опушках, суходольных лугах, обочинах дорог.

## Классификация

### Таксономия[14]
Myosotis ramosissima  Rochel, 1814, Oestr. Fl. , ed. 2, 1: 366
Вид Незабудка ветвистая относится к роду Незабудка  (Myosotis) семейства Бурачниковые (Boraginaceae) порядка Бурачникоцветные (Boraginales). Кладограмма в соответствии с Системой APG IV по состоянию на июнь 2023 года:
|  |                                      |  |                                   | порядок Бурачникоцветные |  | семейство Бурачниковые - 153 ботанических рода |  | род Незабудка - 155 подтвержденных видов |  | Незабудка ветвистая |
|  |                                      |  |                                   | порядок Бурачникоцветные |  | семейство Бурачниковые - 153 ботанических рода |  | род Незабудка - 155 подтвержденных видов |  | Незабудка ветвистая |
|  | отдел Цветковые, или Покрытосеменные |  |                                   |                          |  |                                                |  |                                          |  |                     |
|  |                                      |  |                                   |                          |  |                                                |  |                                          |  |                     |
|  |                                      |  | ещё 63 порядка цветковых растений |                          |  |                                                |  |                                          |  |                     |
|  |                                      |  |                                   |                          |  |                                                |  |                                          |  |                     |

### Внутривидовые таксоны
- Myosotis ramosissima subsp. globularis (Samp.) Grau
- Myosotis ramosissima subsp. gracillima (Loscos & J.Pardo) Rivas Mart.
- Myosotis ramosissima subsp. tubuliflora (Murb.) Blaise ex Greuter & Burdet

### Синонимы
- Myosotis allorgeana  Sennen
- Myosotis aprica  Opiz
- Myosotis bracteata  Rouy
- Myosotis eliae  Sennen
- Myosotis filiformis  Schleich.
- Myosotis godetii  H.J.Coste
- Myosotis hispida  D.F.K.Schltdl.
- Myosotis matritensis  Sennen
- Myosotis pygmaea  Bertol.